# Anderson Mesa
Anderson Mesa je postaja Observatorija Lowell (uradni naziv Lowell Observatory, Anderson Mesa Station; koda IAU 688), v kateri se nahaja več daljnogledov:
- 1829 mm Daljnogled Perkins
- 1067 mm Daljnogled Johna Halla
- 787 mm daljnogled, ki ga je uporabljal Geodetski urad ZDA (USGS) pri projektu kartiranja Lune
- 610 mm Schmidtov daljnogled za projekt LONEOS
- Prototipni optični interferometer (Navy Prototype Optical Interferometer; NPOI) (največji delujoči optični interferometer na svetu)

Postaja se nahaja približno 24 km jugovzhodno od Flagstaffa v Arizoni. Je eden pomembnejših dejavnikov pri projektu LONEOS.